# Shaul Esh
Shaul Dov Esh (hebräisch שאול דב אֵש; geboren als Shaul Eschwege 9. Mai 1921 in Hamborn; gestorben am 2. April 1968 in Israel) war ein israelischer Historiker und Holocaustforscher.

## Leben
Shaul Eschwege war ein Sohn des Rabbiners Yitzchak Eschwege. Er wuchs in Frankfurt am Main auf und musste nach der Machtübergabe an die Nationalsozialisten wegen deren antisemitischer Bildungspolitik eine jüdische Schule besuchen. 1938 emigrierte er nach Palästina und absolvierte dort die Landwirtschaftsschule Mikwe Israel. Von 1941 bis 1943 studierte er an einem Lehrerseminar und unterrichtete in einem Jugenddorf. Esh studierte von 1945 bis 1949 Geschichte an der Hebräischen Universität Jerusalem. Von 1952 bis 1955 hielt er sich in der Schweiz auf und wurde 1955 an der Universität Zürich promoviert. 
Von 1955 bis 1959 war er Herausgeber der Publikationen von Yad Vashem. Danach forschte und lehrte er als Senior Lecturer an der Hebräischen Universität Jerusalem. 1968 wurde er Mitglied des Beirats des Leo Baeck Instituts. Esh brachte eigene methodische Ansätze in der Holocaust-Forschung zur Geltung.
Esh war verheiratet und hatte drei Kinder. Er starb bei einem Verkehrsunfall. 

## Schriften (Auswahl)
- (HQ) BH - "Der Heilige (Er sei gepriesen)" : zur Geschichte einer nachbiblisch-hebräischen Gottesbezeichnung. Leiden: Brill, 1957. Dissertation, Universität Zürich, 1957
- Moshe Flinker: Young Moshes diary : the spiritual torment of a Jewish boy in Nazi Europe. Einleitungen Shaul Esh und Geoffrey Wigoder. Jerusalem: Yad Vashem, 1958
- Protokollbuch der jüdischen Gemeinde Berlin : (1723–1854). Hrsg. mit Einl., Anm. und Reg. von Josef Meisl. Red. von Shaul Esh, unter Mitwirkung von Georg Herlitz. Jerusalem: Mass, 1962. Einleitung deutsch. Text hebräisch.
- Shaul Esh, Yirat Adler, Roa Kanter Eschwege (Hrsg.): The Bamberger family. The descendants of Rabbi Seligmann Bär Bamberger, the „Würzburger Rav“ (1807–1878). Wahrmann Books, 1964
- Edith Wolff, Jizchak Schwersenz, Shaul Esh: Jüdische Jugend im Untergrund. Eine zionistische Gruppe in Deutschland während des Zweiten Weltkrieges. Bitaon, Tel Aviv 1969